# Ургушевский сельсовет
Ургушевский сельсовет — муниципальное образование в Караидельском районе Башкортостана.

## История
Согласно «Закону о границах, статусе и административных центрах муниципальных образований в Республике Башкортостан» имеет статус сельского поселения.

## Население
| 2002  | 2009  | 2010  | 2012  | 2013  | 2014  | 2015  |
| ----- | ----- | ----- | ----- | ----- | ----- | ----- |
| 1653  | ↘1578 | ↘1520 | ↘1484 | ↘1441 | ↘1395 | ↘1369 |
| 2016  | 2017  | 2018  |       |       |       |       |
| ↘1342 | ↘1328 | ↗1333 |       |       |       |       |

## Состав сельского поселения
| № | Населённый пункт | Тип населённого пункта       | Население |
| - | ---------------- | ---------------------------- | --------- |
| 1 | Ургуш            | село, административный центр | ↘704      |
| 2 | Раздолье         | село                         | ↘237      |
| 3 | Сулейманово      | деревня                      | ↗154      |
| 4 | Дубровка         | деревня                      | ↘110      |
| 5 | Зуевка           | деревня                      | ↗107      |
| 6 | Чебыково         | деревня                      | ↘97       |
| 7 | Турново          | деревня                      | ↘77       |
| 8 | Горное           | деревня                      | ↘30       |
| 9 | Аркаул           | деревня                      | ↘4        |